# Onorato Castellino
Onorato Castellino (Torino, 31 dicembre 1935 – Torino, 11 dicembre 2007) è stato un economista italiano.

## Biografia
Laureato, poi docente alla Facoltà di Economia dell'Università degli Studi di Torino, è giunto ai massimi gradi nella Facoltà, prima come direttore del Dipartimento di “Scienze economiche e finanziarie” G. Prato, poi come preside. Fuori dall'università ha ricoperto importanti cariche pubbliche come presidente della Compagnia di San Paolo, del Collegio Sindacale della Reale Mutua Assicurazioni, del Collegio Carlo Alberto di Moncalieri. È stato membro dell'Accademia delle Scienze di Torino e dell'Accademia dei Lincei.

### Consulente per il governo
Autore nel 1976 di un discusso libro sulle presunte storture del sistema previdenziale italiano, è stato membro tra il 1981 e il 1994 di varie commissioni ministeriali incaricate di riformare le pensioni. Nel 1994 rilasciò una intervista in cui propugnava una eliminazione del tetto della pensione all'80% e in favore per il cumulo tra pensione e reddito.
Inoltre sostenne che in futuro si sarebbe dovuto intervenire nuovamente con costi sociali maggiori in quanto la riforma introdotta non sarebbe stata a suo parere abbastanza coraggiosa. Secondo Castellino "Bisognava introdurre misure più veloci nell'estinguere le pensioni di anzianità. Il permanere per ancora alcuni anni di questo istituto si tradurrà in un largo ricorso ai pensionamenti anticipati da parte di persone ancora in età relativamente giovane, e quindi in un più elevato rapporto tra il numero dei pensionati e il numero dei lavoratori attivi. La conseguenza sarà che su questi ultimi peserà un onere più rilevante. Inoltre è troppo diluita nel tempo anche l'applicazione del sistema di calcolo basato sui contributi"

## Opere principali
- Gli intermediari finanziari e la politica della moneta e del credito: l'esperienza italiana (1947-1963), Torino, Giappichelli, 1964
- Previdenza sociale e redistribuzione del reddito, Torino, Giappichelli, 1968
- Introduzione alla contabilità nazionale, Torino, Giappichelli, 1973
- Il labirinto delle pensioni, Bologna, Il Mulino, 1976
- Economia del risparmio e della ricchezza: comportamenti privati e indebitamento pubblico (con Elsa Fornero), Bologna, Il mulino, 1990
- La redistribuzione tra ed entro generazioni nel sistema previdenziale italiano, Roma, ISPE, 1994